# Krut

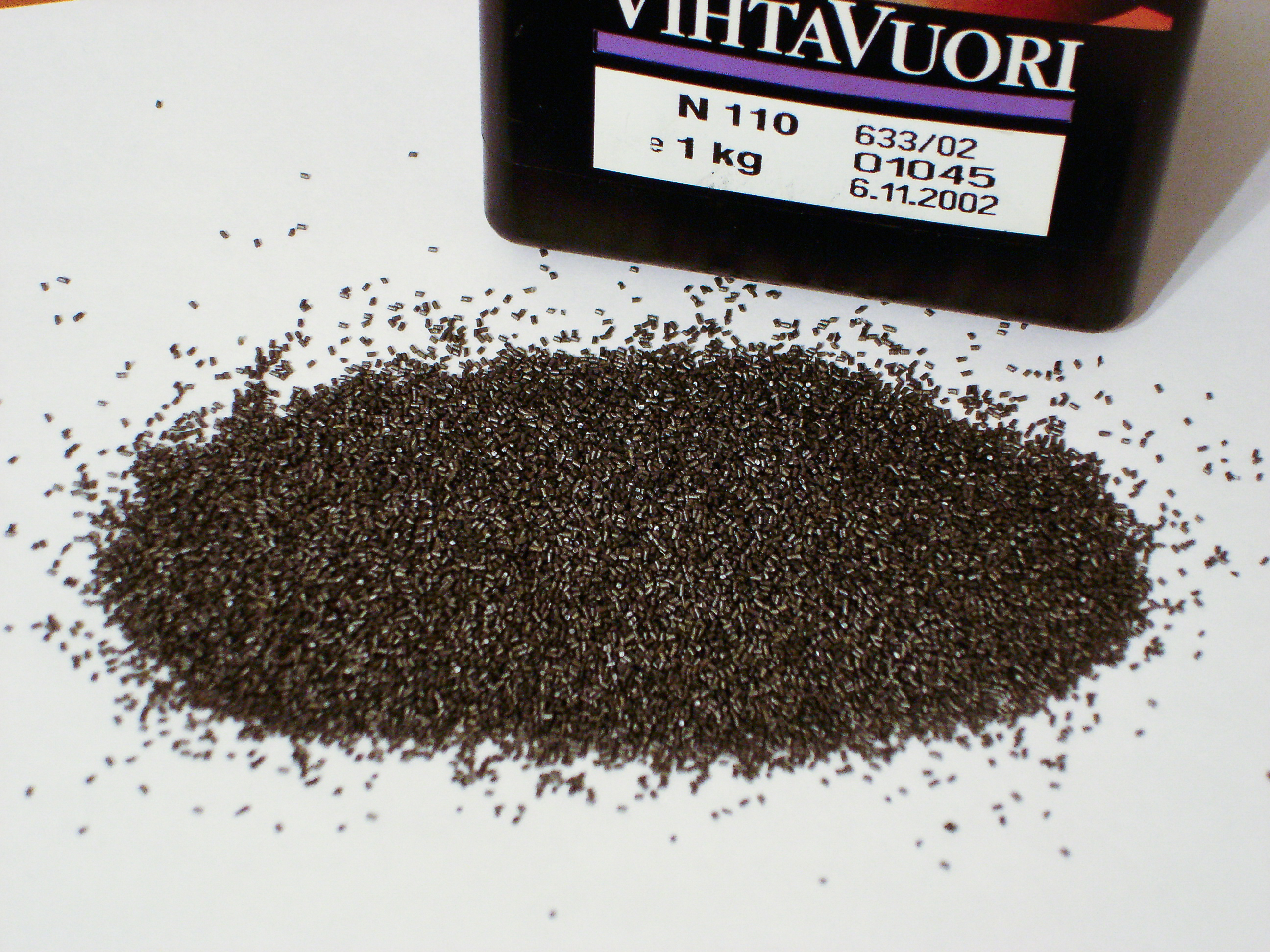
Krut

Krut är ett samlingsnamn på olika explosivämnen med egenskapen att kunna brinna (och därigenom utveckla gaser) i slutna utrymmen utan yttre tillförsel av syre/oxidationsmedel.
Krut används främst till framdrivning av projektiler och raketer, och allt mera sällan för sprängning. Det finns i olika former för en mängd olika ändamål. Förutom den kemiska sammansättningen har även sådana aspekter som struktur och kornstorlek en stor inverkan på krutets egenskaper.

## Etymologi
Ordet lånades i den yngre fornsvenskan från mellanlågtyska, och är ytterst ett ord för ört eller krydda. Betydelsen krut (för eldvapen) härrör från svartkrutets likhet med sönderstötta kryddor.
Betydelsen "ört" lever kvar i svenskan i fasta uttryck med oklar koppling till sprängmedlet. Det märkliga talesättet "Ont krut förgås inte så lätt" kan förklaras av att tyskans "unkraut" betyder ogräs. På nutida svenska skulle man alltså kunna säga att "det är inte lätt att bli av med ogräs" och därmed i överförd bemärkelse syfta på något missförhållande som "rotat sig". Det handlar således om folketymologi. 

## Typer av krut
Krut indelas i:
- Mekaniska krut – svartkrut, brunkrut, vitkrut, amidkrut, pikratkrut, kloratkrut[3] och kompositkrut – är blandningar av olika ämnen.
- Kemiska krut eller röksvaga krut  – är kemiska föreningar i vilka det oftast ingår nitrocellulosa (cellulosanitrat) och ingår under benämningen bomullskrut. De indelas oftast i singelbaskrut (NC-krut) enbart baserat på nitrocellulosa, dubbelbaskrut (NG-krut eller NCGL-krut) innehållande som huvudingredienser 25-40% nitroglycerin och 50-60 % nitrocellulosa samt trippelbaskrut innehållande förutom nitrocellulosa och nitroglycerin även nitroguanidin.[4]

### Historia
Svartkrut tillverkades i Kina redan på 800-talet av daoistiska munkar för att skrämma bort andar. Svartkrut tillverkades i England på 1300-talet. I Europa blev användningsområdena för svartkrut kanoner, gevär samt sprängning i berg. Vitkrut (kaliumklorat + kaliumferrocyanid + socker) är uppfunnit år 1849 men har aldrig fått någon stor betydelse.
Svartkrut tillverkades förr i Sverige i så kallade krutbruk.
- Åkers krutbruk
- Torsebro krutbruk
- Fliseryds krutbruk

## Krut och sprängämnen
Den snabba förbränningen som ger krutet dess användningsområden benämns vanligen deflagration. Deflagrationshastigheten (utbredningshastigheten för krutets förbränning) varierar med trycket i inneslutningen och mäts i enheter som mm/s eller inches/sec. Hastigheten överskrider dock sällan, eller aldrig, 1000 mm/s. Detta kan ställas i kontrast till detonation hos sprängämnen där detonationshastigheten (detonationsfrontens utbredningshastighet inom detonationszonen) kan ligga i storleksordningen 10 000 m/s! Vid användning av sådana sprängämnen utnyttjas den höga hastigheten/chockvågen direkt för själva ändamålet, som ju då är att spränga sönder någonting. Vid den betydligt långsammare deflagrationsprocessen hos krut drar man i stället nytta av den dramatiska tryck- och temperaturhöjningen som uppstår vid deflagrationen, för att indirekt åstadkomma en explosion genom inneslutning eller för att driva iväg en projektil/raket. För det senare ändamålet är dock detonerande sprängämnen värdelösa eftersom den kemiska reaktionen där är så snabb att den i praktiken inte går att "tämja". Ingen gevärspipa är tillräckligt stark för att stå emot kraften hos detonationen av ett sådant sprängämne.
Krut brinner från ytan. Uppbyggnad och varaktighet av förbränningen kan styras genom att man utformar krutkornen på olika sätt så att förhållandet yta/massa styrs. Det kan varieras på olika sätt, t.ex.:
- malningsgrad, större eller mindre korn (sfäriskt krut)
- bladkrut
- kubiskt krut
- prismatiskt krut
- rörkrut
- hålkrut, speciellt flerhålskrut eller månghålskrut

Alla med olika förbränningskurvor.
Exempelvis brinner bladkrut avstannande, eftersom ytan minskar alltefter det förbränningen fortgår. En projektil som drivs av detta krut får sin rörelseenergi mer eller mindre i form av en stöt (impuls) i början av dess bana genom loppet, och ett avstannande tillskott under passagen mot mynningen. Vapnet får en kraftig rekyl.
Månghålskrutet är däremot accelererande (progressivt), eftersom den sammanlagda brinnytan ökar allteftersom förbränningen fortskrider inuti hålen (brinnkanalerna), det vill säga hålen vidgas genom förbränningen och ger då en allt större brinnyta och därmed en ännu snabbare förbränning. Det ger en "mjukare start". I en kanon blir utrymmet bakom projektilen större och större allt eftersom projektilen drivs framåt i loppet. Om då krutet samtidigt brinner snabbare och snabbare kompenserar detta det vidgade rummet, så att det tryck som driver projektilen framåt blir mera jämnt under projektilens hela passage genom eldröret. Projektilens rörelseenergi ökar hela tiden under passagen genom eldröret.